# هربرت دیس
هربرت دیس (انگلیسی: Herbert Diess؛ زادهٔ ۲۴ اکتبر ۱۹۵۸) مدیر اجرایی اتریشی زاده آلمان است، که هم‌اکنون به‌عنوان مدیرعامل و رئیس هیئت مدیره گروه فولکس‌واگن فعالیت می‌کند. وی همچنین از اعضای هیئت مدیره شرکت‌های آئودی، سیات، اشکودا و پورشه هولدینگ نیز می‌باشد.